# Стефан Рен
Стефан Рен (швед. Stefan Rehn, нар. 22 вересня 1966, Стокгольм) — колишній шведський футболіст, що грав на позиції півзахисника. По завершенні ігрової кар'єри — футбольний тренер. Наразі тренує жіночий футбольний клуб «Гетеборг».
Виступав на батьківщині за клуби «Юргорден» та «Гетеборг», а також англійський «Евертон» та швейцарську «Лозанну». Крім того провів 45 матчів за національну збірну Швеції, зігравши у її складі на чемпіонаті Європи, чемпіонаті світу та Олімпійських іграх.
Як тренер працював з рідними «Юргорденом» та «Гетеборгом», після чого став тренувати жіночі футбольні команди.

## Клубна кар'єра
Народився 22 вересня 1966 року в місті Стокгольм. Вихованець футбольної школи клубу «Естерс».
У дорослому футболі дебютував 1984 року виступами за команду клубу «Юргорден», в якій провів п'ять сезонів, взявши участь лише у 119 матчах чемпіонату.
1989 року перебрався до «Евертона», проте закріпитись в Англії не зумів і вже наступного року повернувся на батьківщину, ставши гравцем «Гетеборга». Відіграв за команду з однойменного міста наступні шість сезонів своєї ігрової кар'єри, протягом яких п'ять разів з командою ставав чемпіоном Швеції і одного разу виграв національний кубок.
1995 року уклав контракт з швейцарським клубом «Лозанна», у складі якого провів наступні п'ять років своєї кар'єри гравця. За цей час виграв з командою два національних кубка.
Завершив професійну ігрову кар'єру у клубі «Юргорден», у складі якого і розпочинав професійні виступи. Вдруге Стефан прийшов до команди 2000 року і захищав її кольори до припинення виступів на професійному рівні у 2002, вигравши в останньому сезоні з командою «золотий дубль» — національне чемпіонство і кубок.

## Виступи за збірну
1988 року дебютував в офіційних матчах у складі національної збірної Швеції. Того ж року у складі збірної брав участь у Олімпійських іграх в Південній Кореї, де дійшов з командою до чвертьфіналу.
В подальшому у складі збірної був учасником домашнього чемпіонату Європи 1992 року, а також чемпіонату світу 1994 року у США, на якому команда здобула бронзові нагороди.
Всього протягом кар'єри у національній команді, яка тривала 8 років, провів у формі головної команди країни 45 матчів, забивши 6 голів.

## Кар'єра тренера

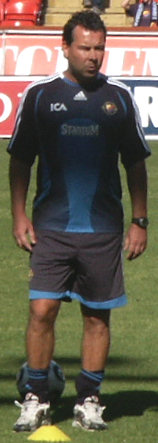
Стефан Рен під час роботи в «Юргордені». 5 серпня 2006 року.

Розпочав тренерську кар'єру 2003 року, увійшовши до тренерського штабу «Юргордена» і працював помічником головного тренера до 2006 року. За цей час команда по два рази вигравала національний кубок і чемпіонат.
2007 року у тандемі з Юнасом Ульссоном очолював «Гетеборг», з яким він 2007 року виграв чемпіонат, а у наступному сезоні — кубок Швеції.
Протягом 2011—2013 років очолював жіночий футбольний клуб «Їтекс», після чого став працювати з жіночою командою «Гетеборга».

## Титули і досягнення

### Як гравець
- Володар Чемпіон Швеції (6):

«Гетеборг»: 1990, 1991, 1993, 1994, 1995
«Юргорден»: 2002
- Володар Кубка Швеції (2):

«Гетеборг»: 1990-91
«Юргорден»: 2002
- Володар Кубка Швейцарії (2):

«Лозанна»: 1997-98, 1998-99

## Титули і досягнення
- Бронзовий призер чемпіонату світу: 1994

### Як тренер
- Володар Чемпіон Швеції (1):

«Юргорден»: 2007
- Володар Кубка Швеції (1):

«Юргорден»: 2008
- Володар Суперкубка Швеції (1):

«Гетеборг»: 2008